# Wasyliwka (obwód czerniowiecki)
Wasyliwka (ukr. Василівка) – wieś na Ukrainie, w obwodzie czerniowieckim, w rejonie dniestrzańskim, w hromadzie Sokiriany. W 2001 liczyła 1372 mieszkańców.